# 6in4
6in4 (Tunneling von IPv6 in IPv4) ist ein IPv6-Übergangsmechanismus für die Übertragung von IPv6-Datenpaketen zwischen IPv6-Knoten, die über ein IPv4-Netzwerk verbunden sind.

## Funktionsweise
Bei 6in4 wird der Datenverkehr in IPv4-Datenpakete verpackt, deren Protokollnummer im IP-Header den Dezimalwert 41 trägt. Direkt auf den IPv4-Header folgt das transportierte IPv6-Datenpaket. Der IPv4-Header vergrößert das Datenpaket dadurch nur um 20 Byte. Bei einer Maximum Transmission Unit (MTU) von 1500 Byte, wie beispielsweise bei standard Ethernet Verbindungen, können so IPv6 Frames mit 1480 Byte ohne Fragmentierung transportiert werden. 6in4-Tunnel sind wie alle Tunnel vom Typ proto-41 statisch, das heißt die Endpunkte werden statisch konfiguriert.